# AMX-50
AMX-50 — французький прототип важкого основного бойового танка періоду холодній війні масою у 55 тонн. Був продовженням серії проєкту М4 та натхненний німецькими танками «Пантера» і «Тигр». Через несприятливі економічні та політичні умови у поєднанні з очікуваними затратами на виробництво, в кінці 1950-х років проєкт був скасований.

## Історія
Важкий танк AMX 50 був подальшим розвитком проєкту M4. У 1949 році був побудований перший прототип. Машина масою 55 тонн отримала як основне озброєння 100/120-мм гармату в башті хитального типу. Машини випробовувалися з дизельним і бензиновим двигунами. Випробування проходили з 1950 по 1952 роки. Танк в серійне виробництво і на озброєння не надійшов.
Друга Світова війна і багаторічна окупація призвели до того, що французька танкобудівна галузь виявилася в стані занепаду. Танк проєкту ARL-44, запропонований до серійного виробництва в 1944 році, відразу після звільнення Франції, цієї проблеми не вирішував: ще не будучи виробленим, він вже морально застарів на тлі сучасніших танків СРСР, США і Німеччини. Перед французькими конструкторами було поставлено завдання якомога швидше розробити танк, який відповідав би сучасним вимогам і був би не гірший, ніж німецький «Тигр» або радянський IC.
У порівнянні зі своїми колегами з інших країн, французи мали менший досвід у створенні танків. Однак замість того, щоб скопіювати якусь трофейну техніку, вони вирішили поекспериментувати. Не займаючись відвертим копіюванням чужої техніки, французькі конструктори все-таки запозичили чимало технічних рішень з отриманих ними документацій по німецьких танках серії «Е». Перший прототип, який отримав назву AMX M4, зовні нагадував німецький «Королівський тигр». У ньому застосовувалася аналогічна підвіска з шаховим розташуванням ковзанок і внутрішньою амортизацією. Двигун і трансмісія розташовувалися в кормовій частині машини. Танк «в металі» не будувався.
Після випробувань було прийнято рішення встановити на новий танк більш захищену башту і посилити гарматне озброєння, встановивши в нову башту 100-мм гармату. І тут французи відзначилися по-справжньому, створивши так звану хитну башту. Головною її особливістю було те, що вона складалася з двох частин. Гармата нерухомо закріплювалося в її верхній частині і не мала маски. Вертикальне наведення гармати здійснювалося підйомом і опусканням всієї верхньої половини башти. Горизонтальне наведення здійснювалося шляхом обертанням нижньої частини. Перевагою такої конструкції стало істотне зменшення обсягу і габаритів башти, а також відсутність необхідності в установці механізму для підйому і опускання гармати. Крім того, в цю башту можна було встановити автомат заряджання, що скорочувало екіпаж на одну людину (що заряджає).
Перший автомат мав касету, схожу на револьверний барабан. У неї встановлювалося чотири снаряди; наповнювати касету треба було вручну.
Новий танк отримав найменування AMX 50 B. Крім зміни конструкції башти і озброєння, також була допрацьована ходова частина, посилена до 120 мм лобова броня і встановлений бензиновий двигун потужністю 1000 к.с. Він повинен був розганяти танк до 60 км/год, однак за два роки випробувань, доробок і виправлень швидкість так і не вдалося підняти вище 51 км/год. Хоча і цей результат для важкого танка був достатнім.
У 1951 році, крім продовження випробувань AMX-50 зі 100-мм гарматою, почалися роботи над моделлю, оснащеної потужнішою гарматою калібру 120 мм. Цей танк отримав індекс AMX-50-120. Танк розроблявся як засіб протистояння наявним на озброєнні СРСР важким машинам ІС-3 і Т-10.
Як і його попередник, цей танк оснащувався хиткою баштою і автоматом заряджання. Була змінена конструкція корпусу, зокрема, лобова броня отримала форму, яка дуже нагадує «щучий ніс» радянського ІС-3. Крім основної 120-мм гармати, в башті також були встановлені кулемети калібру 7,5 мм, що призначалися для боротьби з піхотою противника. Броньований корпус машини зробили литим, що збільшило його міцність. Танк став важчим на 5 тонн.
У цілому машина вийшла вдалою, хоча проблем і недоліків теж вистачало. Навіть посилена броня AMX-50-120 була недостатньою для захисту від снарядів важких танків потенційного противника. Збільшення маси позначилося на надійності ходової частини і динаміці танка. Закінчилися невдачею і роботи зі збільшення потужності двигуна. Французи хотіли отримати машину, здатну розганятися до 65 км/год. Для цього їм потрібно 1 200 к.с., але, не зважаючи на зусилля техніків, розвинути потужність більше 850 к.с. не вдалося.
Збільшення калібру гармати також створювало певні проблеми, оскільки касета автомата заряджання перезаряджати вручну. Тому 100-мм снаряди мали прийнятну вагу, в той час як маса 120-мм снаряда потребувала надсладних зусиль.
Французи пишалися своїм новим танком. Вони говорили, що AMX-50 поєднує в собі мобільність «Пантери», вогневу міць ІС-3 і надійність «Шермана». Нова розробка зацікавила, крім французьких військових, також Німеччину, з якою була укладена попередня домовленість на постачання AMX-50.
Якщо не брати до уваги райдужні настрої творців танка, то його реальна ефективність є досить спірною. З одного боку, завдяки своїй мобільності і автомату заряджання, що забезпечує високий темп стрільби, танк міг стати серйозним противником в короткостроковому бойовому зіткненні. Однак слабка броня і малий обсяг боєкомплекту робили його саме машиною стрімкої атаки, абсолютно не пристосованою до затяжного бою.
До серійного виробництва AMX-50 так і не дійшов. Було побудовано всього п'ять екземплярів цієї, безумовно, цікавої машини. Існують різні версії щодо того, чому так сталося. Деякі дослідники говорять, що танк був недостатньо захищений, особливо перед набираючими популярність кумулятивними боєприпасами. Через особливості конструкції башти було дуже складно захистити екіпаж від ураження хімічною зброєю і впливу радіації. Нарешті, сама хитка башта ніяк не вписувалися в концепцію по уніфікації техніки і озброєнь блоку НАТО.
Є й інша версія, згідно з якою танк був «похований» корумпованими чиновниками. Після закінчення війни в Кореї у США утворився надлишок танків, які треба було комусь продати. Тому замість оригінального AMX-50 на озброєння Франції був поставлений американський танк М47 «Паттон».

## Модифікації
- Foch («Фош») — дослідна самохідна артилерійська установка (САУ), що належить до класу винищувачів танків, створена на базі AMX-50. У 1951 році кілька зразків були піддані військовим випробуванням, але як і базовий танк, на озброєння САУ прийнято не було через початок розробки баштового танка AMX-50/120 з ідентичним озброєнням.[джерело?]